# Parlamentswahl in Griechenland 2019
- KKE: 15
- MeRA25: 9
- SYRIZA: 86
- KINAL: 22
- ND: 158
- EL: 10

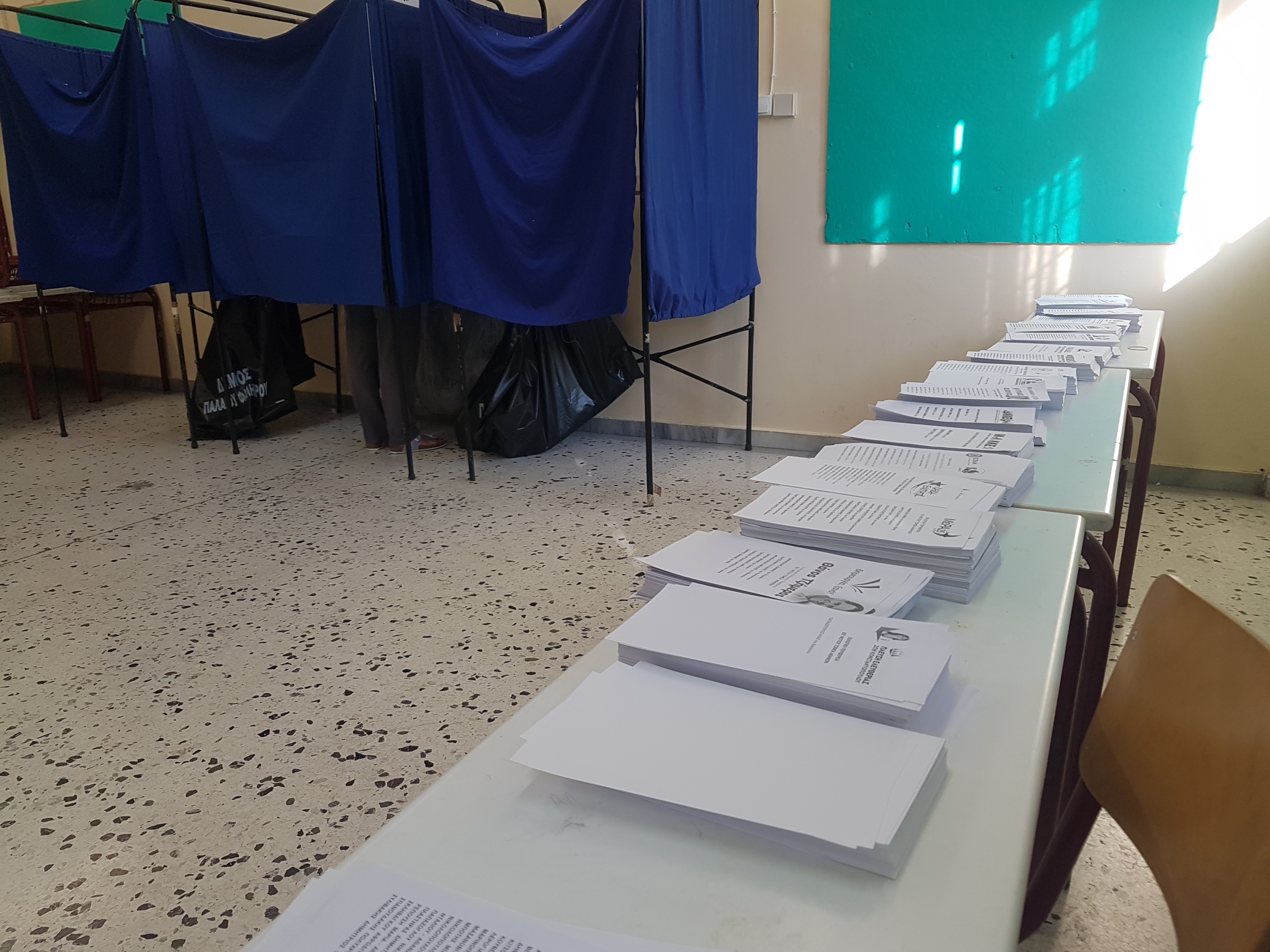
Stimmzettel und Wahlkabinen in Vorbereitung auf die Wahl

Die Parlamentswahl in Griechenland 2019 fand am 7. Juli 2019 statt.
Der Wahltermin war nach der Europawahl im Mai 2019 festgelegt worden.
Kyriakos Mitsotakis (ND) bildete das Kabinett Mitsotakis und löste Ministerpräsident Alexis Tsipras (SYRIZA) und sein Kabinett ab.

## Wahlsystem
Wahlberechtigt waren alle griechischen Staatsbürger, die im Jahr der Wahl mindestens 17 Jahre alt waren. Formal bestand eine Wahlpflicht, ihre Einhaltung wurde nicht überprüft.
Die Wahl wurde mit einem verstärkten Verhältniswahlsystem abgehalten. Insgesamt 300 Abgeordnete wurden gewählt; davon 288 Abgeordnete in 56 Wahlbezirken, die zu 13 größeren Wahldistrikten zusammengefasst sind, und zwölf Abgeordnete auf einer Staatsliste. Bei der Sitzverteilung erhält die stärkste Partei einen Zuschlag von 50 Sitzen, die übrigen 250 Sitze werden proportional vergeben. Für die 56 Wahlbezirke erfolgt die Sitzverteilung zuerst nach dem Hagenbach-Bischoff-Verfahren und die verbleibenden Restmandate anschließend nach dem Hare/Niemeyer-Verfahren. Für den Einzug ins Parlament besteht seit 1993 eine 3-Prozent-Sperrklausel.
Eine 2016 beschlossene Wahlrechtsreform, nach der die Mehrheitsprämie von 50 Sitzen abgeschafft wird und alle Sitze proportional verteilt werden, galt für diese Wahl noch nicht. Wahlrechtsänderungen gelten erst ab der übernächsten Wahl, wenn sie nicht mit den Stimmen von zwei Dritteln der Abgeordneten beschlossen werden. Die Zweidrittelmehrheit wurde verfehlt.

## Ausgangslage
Bei der vorgezogenen Parlamentswahl im September 2015 blieb die linke Partei SYRIZA des von Januar 2015 bis August 2015 regierenden Ministerpräsidenten Alexis Tsipras trotz leichter Verluste stärkste Partei. Wie bereits zuvor bildete Tsipras mit der rechtspopulistischen Anexartiti Ellines (ANEL) eine Regierungskoalition.
Im Januar 2019 verließ die ANEL die Regierung wegen der Zustimmung von Tsipras zur Beilegung des Streits um den Namen (Nord-)Mazedoniens. Der ANEL-Vorsitzende Panos Kammenos trat als Verteidigungsminister zurück. Ein anschließendes Misstrauensvotum überstand Tsipras knapp.
Die Parteien To Potami und ANEL, die bereits bei der Europawahl im Mai 2019 mit 1,52 % bzw. 0,8 % weit von der 3-%-Sperrklausel entfernt waren, kandidierten nicht.

## Wahlumfragen
Umfragen seit 2016 ergaben, dass die regierende SYRIZA massiv an Zustimmung verlor. Stärkste Partei in den Umfragen war die konservative Nea Dimokratia. Umfragen prognostizierten den Einzug von fünf Parteien in das griechische Parlament, der Einzug der rechten Elliniki Lysi und der liberalen Enosi Kendroon (EK) erschien unsicher.

## Ergebnis

Mehrheiten nach Wahlbezirken:

| Listen                   | Listen                                                                     | Stimmen   | %    | +/-   | Mandate | +/- |
| ------------------------ | -------------------------------------------------------------------------- | --------- | ---- | ----- | ------- | --- |
|                          | Nea Dimokratia (ND)                                                        | 2.251.618 | 39,9 | +11,8 | 158     | +83 |
|                          | Synaspismos Rizospastikis Aristeras (SYRIZA)                               | 1.781.057 | 31,5 | −3,9  | 86      | −59 |
|                          | Kinima Allagis (KINAL) (PASOK – KIDISO) 1                                  | 457.623   | 8,1  | +1,8  | 22      | +5  |
|                          | Kommounistikó Kómma Elládas (KKE)                                          | 299.621   | 5,3  | −0,3  | 15      | ±0  |
|                          | Elliniki Lysi (EL)                                                         | 209.290   | 3,7  | Neu   | 10      | Neu |
|                          | MeRA25                                                                     | 194.576   | 3,4  | Neu   | 9       | Neu |
|                          | Chrysi Avgi (XA)                                                           | 165.620   | 2,9  | −4,1  | 0       | −18 |
|                          | Plefsi Eleftherias                                                         | 82.786    | 1,5  | Neu   | 0       | Neu |
|                          | Enosi Kendroon (EK)                                                        | 70.178    | 1,2  | −2,2  | 0       | −9  |
|                          | Dimiourgia, xana!                                                          | 41.631    | 0,7  | +0,2  | 0       | ±0  |
|                          | Enieo Pallaiko Metopo – Agrotiko Ktinotrofiko Komma Elladas (EPAM–AKKEL) 2 | 28.313    | 0,5  | –0,3  | 0       | ±0  |
|                          | ANTARSYA 3                                                                 | 23.239    | 0,4  | −0,4  | 0       | ±0  |
|                          | Laiki Enotita (LAE)                                                        | 15.612    | 0,3  | −2,6  | 0       | ±0  |
|                          | Ellinon Synelefsis                                                         | 14.079    | 0,2  | Neu   | 0       | Neu |
|                          | Kommounistiko Komma Elladas (marxistiko-leninistiko) (KKE (m-l)) 4         | 7.760     | 0,1  | ±0,0  | –       | ±0  |
|                          | Marxistiko-Leninistiko Kommounistiko Komma Elladas (M-L KKE) 4             | 2.706     | 0,0  | –0,1  | –       | ±0  |
|                          | Ergatiko Epanastatiko Komma (EEK) 3                                        | 1.719     | 0,0  | –0,8  | –       | ±0  |
|                          | Organosi Kommouniston Diethniston Elladas (OKDE)                           | 1.576     | 0,0  | ±0,0  | –       | ±0  |
|                          | Syn...Fonia Politikon Kommaton                                             | 51        | 0,0  | Neu   | –       | Neu |
|                          | Unabhängige                                                                | 472       | 0,0  | ±0,0  | –       | ±0  |
| Gesamt                   | Gesamt                                                                     | 5.649.527 | 100  |       | 300     | –   |
|                          |                                                                            |           |      |       |         |     |
| Leere Stimmzettel        | Leere Stimmzettel                                                          | 42.640    | 0,7  | –0,4  |         |     |
| Ungültige Stimmzettel    | Ungültige Stimmzettel                                                      | 77.477    | 1,3  | –     |         |     |
| Wähler                   | Wähler                                                                     | 5.769.644 | 57,8 | –1,1  |         |     |
| Wahlberechtigte          | Wahlberechtigte                                                            | 9.984.934 |      |       |         |     |
|                          |                                                                            |           |      |       |         |     |
| Quelle: Innenministerium |                                                                            |           |      |       |         |     |